# Маџид Хосеини
Сејед Маџид Хосеини (Техеран, 20. јун 1996) ирански је професионални фудбалер. Игра на позицији одбрамбеног играча за Естеглал Техеран и за фудбалску репрезентацију Ирана.

## Репрезентативна каријера
Хосеини је играо за млађе репрезентације Ирана, а за сениорску селекцију Ирана дебитовао је 19. маја 2018. године. У јуну 2018. године позван је у састав селекције Ирана за играње на Светском првенству у фудбалу 2018. године, одржаном у Русији. На првенству је ушао као замена Рузбеха Чешмија на утакмици против селекције Шпаније и против селекције Португала.

## Статистика каријере

### Клупска
До 9. маја 2018.
| Клупски перформанс | Клупски перформанс | Клупски перформанс | Лига | Лига | Куп       | Куп       | Континентални куп | Континентални куп | Остало | Остало | Укупно | Укупно |
| Сезона             | Клуб               | Лига               | Ута  | Гол  | Ута       | Гол       | Ута               | Гол               | Ута    | Гол    | Ута    | Гол    |
| Иран               | Иран               | Иран               | Лига | Лига | Хазфи куп | Хазфи куп | АФК               | АФК               | Остало | Остало | Укупно | Укупно |
| ------------------ | ------------------ | ------------------ | ---- | ---- | --------- | --------- | ----------------- | ----------------- | ------ | ------ | ------ | ------ |
| 2014/15            | Естеглал Техеран   | Иранска Про лига   | 3    | 0    | 0         | 0         | -                 | -                 | -      | -      | 3      | 0      |
| 2015/16            | Ран Ахан           | Иранска Про лига   | 8    | 2    | 0         | 0         | -                 | -                 | -      | -      | 8      | 2      |
| 2016/17            | Естеглал Техеран   | Иранска Про лига   | 16   | 1    | 2         | 0         | 3                 | 0                 | -      | -      | 21     | 1      |
| 2017/18            | Естеглал Техеран   | Иранска Про лига   | 21   | 0    | 4         | 1         | 4                 | 0                 | -      | -      | 29     | 1      |
| Укупно             | Иран               | Иран               | 48   | 3    | 6         | 1         | 7                 | 0                 | 0      | 0      | 59     | 4      |

### Репрезентативна
До 25. јуна 2018.
| 2018   | 4 | 0 |
| Укупно | 4 | 0 |

## Трофеји

### Клупски
Естеглал Техеран
- Хазфи куп: 2017/18

### Индивидуално
- Иранска Про лига: Тим године 2017/18